# Алекса Ацо Ракочевић
Алекса Ацо Ракочевић (Прекобрђе, код Колашина, 1938 — Београд, 13. фебруар 2007) био је српски приповедач и романописац.
Одрастао је у Урошевцу, учио гимназију, завршио Учитељску школу у Призрену. Једно време је службовао у просвети у Урошевцу, а онда је постао новинар и уредник листа Јединство у Приштини, касније и уредник у Издавачкој делатности „Јединства“. Први књижевни текст је објавио у „Стремљењима“, а потом књиге за младе и одрасле. Писао је репортаже из живота за лист Јединство, приповетке и романе, као и прозу за децу. На Косову и Метохији остао и после бомбардовања 1999. године, да би се након годину дана преселио у Београд. Био је члан Удружења новинара Србије и члан Удружења књижевника Србије. Умро је у Београду 2007. године.

## Дела

### Књиге за децу
- Невесели извор (1975),
- Кад су свици лагали (1979),
- Државна деца (1980),
- Брвнара под планином (1984),
- Бела поточара (1985),
- Молитва за Милицу (2002),

### Романи
- Безмуд (1992),
- Самоћа (1993),

### Приповетке
- Човек који прескаче ваздух (1997),
- Морам Цигане да нађем (2000),
- По свету с Косовом о врату (2001)
- Страх од сутра (2003).

## Награде
- Награда Јединства за књигу године, 1979,
- Награда „Лазар Вучковић”, 1990,
- Награда „Грачаничка повеља”, 2001.